# مارلين دورهام
مارلين دورهام (بالإنجليزية: Marilyn Durham)‏ (8 سبتمبر 1930، إيفانسفيل في الولايات المتحدة - 19 مارس 2015، إيفانسفيل في الولايات المتحدة)؛ روائية أمريكية.